# Alfredo Benavides Diez-Canseco
Alfredo Benavides Diez-Canseco (Lima, 30 de marzo de 1881-1967), diplomático y deportista peruano. Fue el primer presidente del Comité Olímpico Peruano y fundó el Club Terrazas de Miraflores. Una de las principales avenidas de Lima lleva el nombre de Avenida Benavides en su honor.

## Biografía
Fue hijo de Alfredo Benavides Cornejo y María Diez-Canseco Coloma. Su madre fue sobrina de los presidentes Pedro y Francisco Diez-Canseco y Corbacho y su padre pariente del presidente Óscar R. Benavides. Su hermano Augusto Benavides Diez Canseco fue arquitecto y alcalde de Lima. Otro de sus hermanos, Alberto Benavides Diez-Canseco, fue  abogado y magistrado. Sus hermanas, Francisca y María Benavides, se casaron con Óscar R. Benavides y Ricardo de Jaxa Malachowski, respectivamente.
Estudió en el Colegio Whilar, luego en el Colegio de la Inmaculada y, finalmente, en el Colegio Nuestra Señora de Guadalupe. Ingresó al servicio diplomático de la República y, en 1905, fue nombrado agregado de la delegación peruana en Washington, cargo que ocupó hasta 1907, cuando fue enviado como agregado a Panamá y luego como canciller del consulado peruano en Amberes. Fue transferido como canciller al consulado en El Havre (1909), luego a Burdeos (1909) y finalmente a Bremen (1911). En 1913, fue nombrado jefe de negocios del Ministerio de Relaciones Exteriores y, al año siguiente, jefe de la oficina diplomática del mismo, cargo que ocupó hasta 1920.
En 1899, participó como capitán en el primer partido internacional de fútbol ganado por el Perú, siendo jugador del Union Cricket y del Lima Cricket Club. Como miembro del Union Cricket Club, se le considera el gestor de la donación del primer estadio de fútbol (actual Estadio Nacional) al Estado durante el Centenario de la Independencia como regalo de la colonia británica.
Su padre había fallecido en El Havre desempeñándose como cónsul en 1907.
Deportista convencido, el 2 de marzo de 1918, fundó el Club Tennis Las Terrazas de Miraflores, del que fue primer presidente, y, en noviembre de ese mismo año, fundó la Federación Atlética Deportiva Peruana (primera institución oficial de deportes del Perú), de la que también fue primer presidente. Asimismo, fue presidente de la Confederación Sudamericana de Atletismo y del Jockey Club del Perú, recibiendo además la distinción de comodoro fundador del Yacht Club Ancón.
En 1924, como primer representante peruano en el Comité Olímpico Internacional, consiguió que se fundara el Comité Olímpico Peruano (Comité Olímpico Nacional), que asumía el control y organización de todos los deportes en el Perú.
En 1933, sucediendo en ese puesto a su primo lejano, Óscar R. Benavides, quien asumía la Presidencia de la República, fue nombrado ministro plenipotenciario en el Reino Unido, y, en 1936, fue acreditado como embajador en los funerales del rey Jorge V, con igual puesto en la coronación de Jorge VI, al año siguiente. En 1944, durante el gobierno de Manuel Prado y Ugarteche, fue nombrado como primer embajador del Perú en Canadá.
Se casó con Carmen Barreda y Bolívar, hija de Felipe Barreda y Osma y Amalia Bolívar y Pardo. Barreda estaba relacionada con varias familias presidenciales y dos de sus hermanas estaban casadas con el canciller Francisco Tudela y Varela y el escritor Pablo Abril de Vivero. 
Retirado de la vida pública, se estableció en Lima, donde se dedicó al estudio de la numismática y a la organización de instituciones ligadas a ella. En 1951, fundó la Sociedad Numismática del Perú, de la que fue presidente. Fue miembro de The American Numismatic Society (Sociedad Numismática Americana) y de The Royal Numismatic Society.

## Condecoraciones
- Gran cruz de la Orden del Sol del Perú.
- Caballero gran cruz de la Orden de Isabel la Católica.
- Medalla del Jubileo del rey Jorge V.
- Medalla de la Coronación del rey Jorge VI.